# Alexij (Sergejev)
Alexij (světským jménem: Viktor Michajlovič Sergejev; 27. ledna 1899, Moskevská gubernie – 6. dubna 1968, Moskva) byl ruský duchovní Ruské pravoslavné církve a arcibiskup alma-atinský a kazachstánský.

## Život
Narodil se 27. ledna 1899 v Moskevské gubernii.
Studoval na Moskevské škole malířství, sochařství a architektury. Roku 1923 se stal poslušníkem Smolenské Zosimovy pustyně, kde byl 22. března 1923 rukopoložen na diákona. Brzy na to byla pustyň zrušena a velká část mnichů odešla do Vysoko-Petrovského monastýru. O dva roky později jej arcibiskup Varfolomej (Remov) postřihnul do malé schimy. Kněžské svěcení přijal 16. ledna 1927.
V létě 1929 byl chrám při monastýru uzavřen a mniši přešli do chrámu svatého Sergija na Bolšoj Dmitrovce. Roku 1932 byl povýšen na archimandritu. Dne 16. dubna 1932 byl zatčen a obviněn z protisovětské činnosti, krátce na to byl osvobozen. Stal se představeným chrámu Narození přesvaté Bohorodice v Putinkách. Počátkem roku 1933 podal orgánům činným v trestním řízení informaci, že v chrámu sv. Sergia vznikl ilegální monastýr a duchovní akademie, a během vyšetřování se stal svědkem obvinění proti mnichům a farníkům.
Dne 21. května 1935 byl zvolen biskupem kaširským a vikářem moskevské eparchie. Biskupská chirotonie proběhla 2. června v chrámu v Putinkách. Světiteli byli metropolita moskevský a kolomenský Sergij (Stragorodskij), arcibiskup dmitrovský Pitirim (Krylov) a biskup bronnický Sergij (Voskresenskij). Dne 3. ledna 1936 mu byl změněn titul na biskupa serpuchovského.
Dne 18. srpna 1937 se stal biskupem vologdským a 25. srpna biskupem jegorjevským a vikářem moskevské eparchie. Od 14. září byl biskupem ivanovským. Roku 1938 poté, co uviděl v sovětských novinách jméno patriarchálního locum tenens mezi „špióny a sabotéry“ oznámil rozchod s patriarchální církví a vyhlásil ve své eparchii autokefalitu. Roku 1939 mu bylo odňato kněžství a byl předvolán před církevní soud. Brzy byl však přijat zpět do moskevského patriarchátu a usadil se v Moskvě. Dne 31. října 1940 byl ustanoven biskupem tulským s povinností sloužit v moskevském chrámu svatého Mikuláše v Chamovnikách.
Po připojení Besarábie a Bukoviny k Sovětskému svazu vyvstala otázka organizace církevního života v těchto zemích. Dne 3. prosince 1940 byl poslán do Kišiněva jako správce kišiněvské, bălţijské, izmajilské a černovické eparchie po dobu 6 měsíců. Dne 12. května 1941 se stal arcibiskupem kišiněvským a besarábským. Nesl titul exarchy besarábského a severobukovinského. Po invazi německých vojsk opustil zemi a byl převeden na orelskou katedru. Od 14. října 1941 byl arcibiskupem tambovským.
V únoru 1942 byl jmenován arcibiskupem ufským, avšak nemohl odejit do Ufy. Od 13. července 1942 působil jako arcibiskup rjazaňský. O rok později spravoval kalužskou a tulskou eparchii. V květnu 1944 se stal arcibiskupem jaroslavským a rostovským.
V druhé polovině roku 1945 byl patriarchou Alexijem I. poslán do Spojených států amerických, aby vyjednal s metropolitou Feofilem (Paškovským) znovuobnovení společenství se severoamerickou metropolí. S metropolitou Feofilem se setkal 25. října 1945. Metropolita vznesl podmínky sjednocení: úplná autonomie, potvrzení sebe jako hlavy církve a nevměšování se Moskevského patriarchátu do vnitřních záležitostí církve v USA. Patriarcha Alexij s těmito podmínkami nesouhlasil. Při druhém setkání vznesl podmínky Moskevského patriarchátu: uznání patriarchy Alexije jako hlavy církve v Americe, přerušení vztahů s prvním hierarchou Ruské pravoslavné církve v zahraničí metropolitou Anastasijem (Gribanovským) a svolání Celoamerického soboru.
Dne 7. března 1946 dorazil zpět do Moskvy. Dne 13. ledna 1947 byl jmenován arcibiskupem kurským a bělgorodským. Po revizi provedené v Kursku arcibiskupem Filippem (Stavickým) byl převeden na čeljabinskou katedru. S převedením nesouhlasil, proto byl 2. července penzionován a 24. srpna znovu jmenován do Čeljabinsku.
Nebyl příznivcem aktivní biskupské služby a dělal vše možné aby vyhověl sovětským úřadům. Je známo, že např. kněžím nařizoval zkracovat bohoslužby. Všechny žádosti věřících o znovuotevření chrámů zamítl a žádosti úřadů o uzavírání chrámů vyhověl.
Dne 17. března 1950 jej Svatý synod jmenoval arcibiskupem kalininským a kašinským. Ve své eparchii na žádost úřadů uzavřel 19 chrámů. Dne 29. července 1954 byl Synodem penzionován. Dne 12. listopadu 1954 mu Synod odňal biskupský důchod a zbavil ho práva obsadit biskupský stolec, přesto byl 14. března 1957 jmenován na alma-atinský biskupský stolec. Dne 20. února 1958 byl z důvodu nemoci penzionován.
Zemřel 6. dubna 1968 v Moskvě. Pohřben byl na Kalitnikovském hřbitově.